# Aellopos blaini
Aellopos blaini är en fjärilsart som beskrevs av Herrich-Schäffer 1869. Aellopos blaini ingår i släktet Aellopos och familjen svärmare. Inga underarter finns listade i Catalogue of Life.

## Bildgalleri

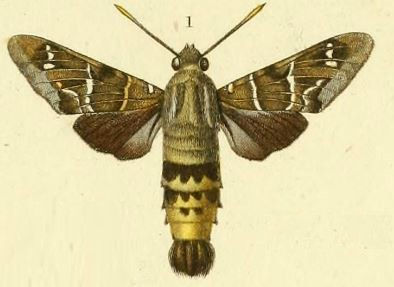